# Fish Canyon
El Fish Canyon tuff és un dipòsit volcànic (tuff) resultat d'una de les més grans erupcions explosives del planeta Terra, estimada en 5.000 km3. L'erupció va estar centrada en La Garita Caldera del sud-oest de Colorado. El dipòsit volcànic se sap que pertany a una sola erupció per la seva gran consistència química (SiO₂=bulk 67.5-68,5% (dacita), matriu 75-76% (riolita) i contingut consistent de fenocristalls (35-50%) i composició (plagioclasa, sanidina, quars, biotita, hornblenda, esfè, apatita, zirconi, (els òxids de Fe-Ti són els fenocristalls primaris). Aquest dipòsit i erupció són part del més gran San Juan volcanic field i emissió d'ignimbrita del Terciari mitjà.